# Prostitution (film)
Pour plus de détails, voir Fiche technique et Distribution.
Prostitution est un documentaire français, réalisé par Jean-François Davy, sorti à Paris le 30 juin 1976.

## Fiche technique
- Titre : Prostitution
- Réalisation : Jean-François Davy, assisté de Michel Caputo
- Scénario : Jean-François Davy
- Montage : Christel Micha
- Musique : Alain Reeves
- Photographie : Roger Fellous
- Pays d’origine :  France
- Production : Contrechamp, Félix Films
- Langues : français
- Format : couleur — son monophonique
- Genre : documentaire
- Durée : 73 minutes
- Date de sortie :  30 juin 1976

## Distribution
- Claude Janna
- Grisidelis Réal
- Benoît Archenoul
- Dominique Erlanger
- Jocelyne Clairis
- Foughali El Habib
- Viviane Gargar
- Jack Gatteau
- Marie-Hélène Georgiev
- Marie-Josée Girard
- Marie-Claire Letellier
- Jacqueline Lezau
- Tony Morena
- Gilbert Servien
- Suzy Varenne